# Pronos nanosa
Pronos nanosa predstavlja količinu nanosa (u g ili kg) koju reka pronosi kroz ovlaženi profil pored nekog mesta u jedinici vremena.

## Proces
Pronos nanosa vrši se dvojako: sasvim sitan nanos sastavljen od čestica gline i mulja, tzv. slit, lebdi u samoj vodenoj masi i prenosi se sa njom, pa se stoga naziva lebdeći ili suspendovani nanos; krupniji nanos - obulci, šljunak i pesak - kreće se po dnu rečnog korita, kotrlja i potiskuje snagom vode, a deo ovog nanosa pod uticajem pulsiranja vodenih struja podleže procesu saltacije, tj. kreće se u vidu skokova i sav takav nanos naziva se vučeni nanos. Uobičajeno je da se pronos lebdećeg nanosa označava sa R kg/s (g/s), a pronos vučenog nanosa sa q kg/s (g/s). Krupnija zrna nanosa izložena su dužem kotrljanju po dnu rečnog korita, odnosno dužem trenju i ispiranju, pa su zato više zaobljena. Tako npr. čestice mulja imaju pod mikroskopom raznolike oblike, zrnca peska su već pravilnijeg oblika, a šljunak podseća na elipsoid. Količina lebdećeg i vučenog nanosa menja se u toku godine, od površine ka dnu vodene mase i duž rečnog toka.

## Merenje pronosa nanosa
Za merenje pronosa nanosa koriste se specijalni pribori koji se zovu batometri.

### Vrste batometara
Batometri se dele u dve grupe, prvu sačinjavaju batometri trenutnog, a drugu batometri dužeg punjenja.
Batometri trenutnog punjenja sastoje se iz metalnog cilindričnog suda zapremine 1-5 litara, otvorenog na oba kraja, koji se spušta na potrebnu dubinu, tako da voda struji kroz njega. U određenom trenutku, povlačenjem konopčića, zatvaraju se oba poklopca pod uticajem opruga i sud sa uzorkom vode izvlači na površinu. S obzirom na to da se voda u reci ne kreće podjednakom brzinom na istom profilu i na istoj dubini, već sa slabijim ili jačim pulsiranjem (što je posledica njenog turbulentnog kretanja), pri čemu se i nanosi pokreću u nejednakim količinama, očigledno je da batometri trenutnog punjenja nisu u stanju da daju stvarnu količinu nanosa. Ponekad se njihova tačnost kreće u granicama od ±50% od stvarne količine.
Batometri sa dužim punjenjem sastoje se od boce sa zapušačem, kroz koji prolaze dve cevčice: jedna od njih je usmerena protiv toka vode i ona ulazi kroz cev u bocu; druga je povrnuta u smeru kretanja vode i kroz nju izlazi vazduh iz boce za vreme uzimanja uzorka nanosa. Sem boca upotrebljavaju se i batometri sa metalnom cevi i gumenim rezervoarom, koji se pune vrlo sporo, pa su stoga i tačnija njihova merenja. Pouzdane rezultate merenja lebdećeg nanosa daje i vakuumski batometar.
Uzeti uzorci vode sa nanosom stavljaju se u posebne sudove sa menzurama, pa se iz brzine taloženja određuje krupnoća nanosa. Ovo se postiže i filtriranjem; poslednjim načinom može se na specijalnoj hartiji zadržati sav lebdeći nanos, osušiti na temperaturi od 105 °C, a potom odrediti težina nanosa u određenoj zapremini vode (obično u gramima na 1m³ vode).
Vučeni nanos se određuje pomoću specijalnih batometara, kakav je npr. batometar Poljakov. On se sastoji iz metalne kutije sa dve pokretne strane. U srednjem delu pribora su male pregrade, između kojih se zadržava vučeni nanos. Ovakvi batometri spuštaju se zatvoreni pomoću konopca na dno reke. Pri dodiru sa dnom pokretne strane batometra se automatski otvaraju, a pri podizanju se zatvaraju.

## Sumarni pronos nanosa
Sumarni pronos nanosa predstavlja ukupnu količinu nanosa koju reka pronosi kroz ovlaženi profil kraj nekog mesta za određeni period vremena (dan, mesec, godina) i izražava se obično u tonama, a označava se sa ΣR. Po pravilu sumarni pronos nanosa povećava se u nizvodnom smeru reke, mada se događa na nekim vodotocima da se ovaj pronos nanosa smanjuje. Takav je slučaj sa rekom Amu-Darjom, koja znatan deo svog nanosa taloži u sopstvenom koritu, po mnogim rukavcima i na poloju u vreme velikih voda i kišnih povodanja.

## Specifični pronos nanosa
Specifični pronos nanosa predstavlja prosečno odnošenje nanosa sa površine od 1 km² sliva ili neke druge teritorije u toku godine, a označava se sa MR.

## Literatura
- Hidrologija, prof. dr Dušan Dukić, prof. dr Ljiljana Gavrilović. Prvo izdanje, 2006. godine